# Matteo Aicardi
Matteo Aicardi (ur. 19 kwietnia 1986) – włoski piłkarz wodny. Srebrny medalista olimpijski z Londynu.
Zawody w 2012 były jego pierwszymi igrzyskami olimpijskimi. Włosi w finale przegrali z Chorwatami.